# コプト美術

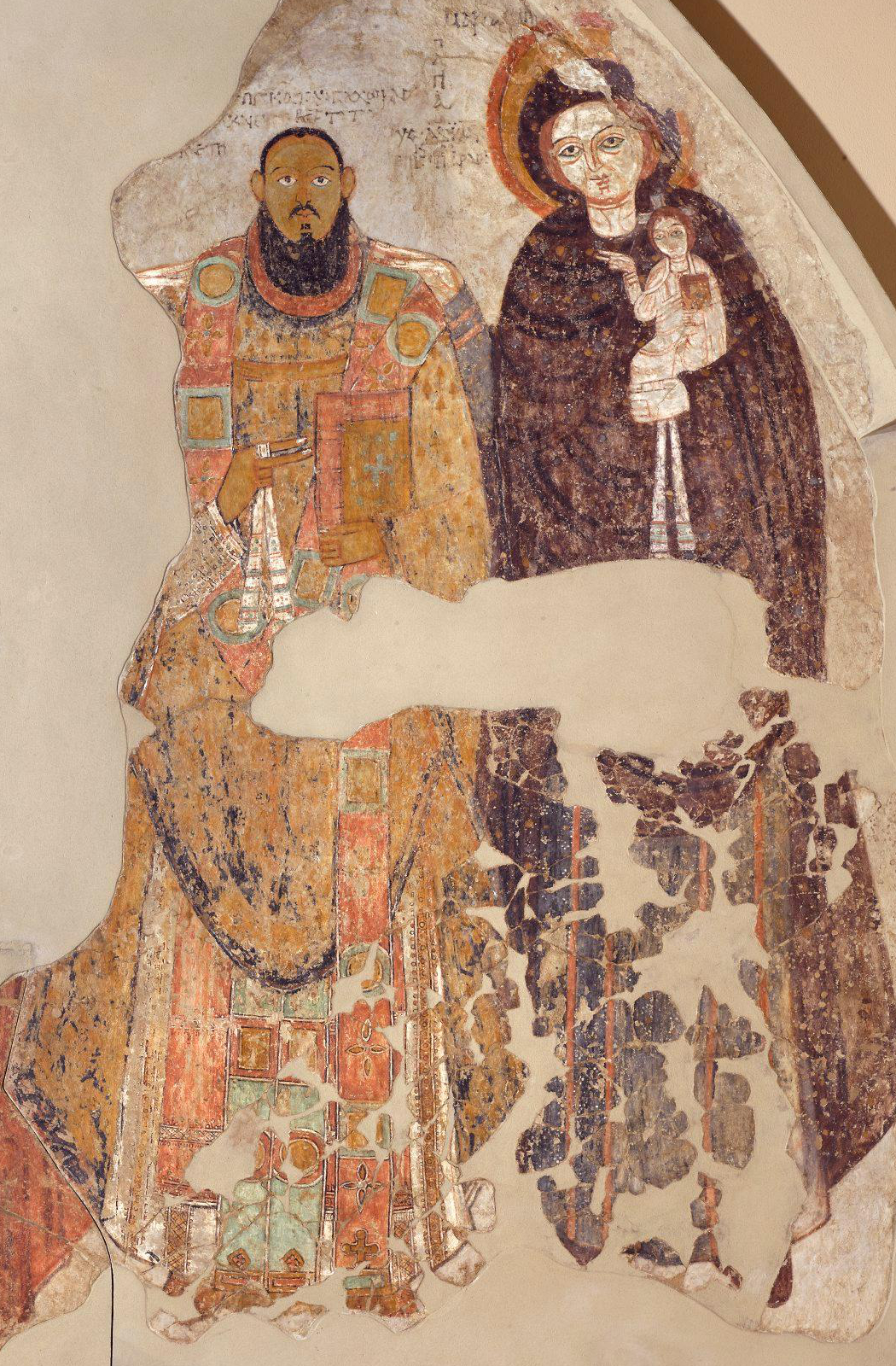
コプト美術

コプト美術（英語: Coptic art）とは、コプト正教会の3世紀から12世紀ごろまでの美術を指す歴史的・美術史的呼称。
現存するコプト美術遺品の多くはキリスト教の教会などに関係したものが多い。コプト人は、政治権力の中枢から遠ざかっていたために、その美術は時代の主流となることはなく、つねに地方的な分派として存在したことが一つの大きな特色である。また、コプト正教会の教義の上では、同じくキリスト合性論をとるシリア正教会やアルメニア使徒教会と繋がりを持つ。そのため、コプト美術には様々な地域の各要素が混在している。
コプト人は、7世紀中ごろエジプトがイスラム化されてからはナイル上流の僻地や砂漠のオアシスなどに小さな集団をつくって住み、独特のキリスト教文化を形成した。その結果のうちの一つが、コプト美術であった。コプト美術は、王朝時代以来の古代エジプト美術の伝統とともに、ヘレニズム様式、ビザンティン様式、シリア、アルメニア、エジプト土着の伝統を融合しているが、その土台となったのは土俗性を強く残した素朴な美術であり、それらの様式の折衷、混成も指摘される。また、ヌビアやエチオピアなどとも強い関連をみせている。
聖堂などもナイル川沿岸の上流まで各地に多く建てられたが、現在はほとんど廃墟と化している。

## コプト織
コプト美術における織物は「コプト織」と呼ばれる。3世紀〜8世紀にコプト人が創始・発達させた。素材は麻・羊毛・絹など。